# 戦慄のリンク
『戦慄のリンク』（せんりつのリンク、原題: 网络凶铃）は、2020年の中国のホラー映画。2022年12月23日に日本公開。「Jホラーの父」鶴田法男が監督し、J（ジャパニーズ）ホラー×C（チャイニーズ）サスペンスを合体させた、新感覚のAIサスペンス・スリラーである。
原作は中国の人気小説家マ・ボヨンの小説「她死在QQ上」。中国の方針として幽霊の存在自体認められていないため、「青い鯨（ブルーホエール・チャレンジ）事件」からインスピレーションを受け、ネット小説の読者に死が広がる謎を解き明かす設定に改変している。

## あらすじ
大学生のジョウ・シャオノア（スン・イハン）は深夜、不審なネット小説を読んで怯えた従妹のタン・ジン（ニー・ムーシー）から電話を受ける。翌日、待ち合わせに現れないタン・ジンの家に向かったシャオノアは、そこで血まみれになって死んでいた彼女を発見する。
警察の検視では自殺の可能性が高いということだったが、不審に思ったシャオノアはタン・ジンの大学の先輩で、犯罪心理学に詳しい記者志願のマー・ミン（フー・モンボー）に相談する。タン・ジンのパソコンを調べることにしたシャオノアは、ショウ・ナ（チャン・ユンイン）という女性とのチャットのやりとりと、貼られたリンクからネット小説「残星楼」の存在を知る。そして、その小説を読み始めたシャオノアは突然、謎の声と“髪の長い女”が現れ、得体のしれない恐怖に襲われる。
マー・ミンと共に謎を追うシャオノアだが、「残星楼」にかかわったメンバーが次々と死亡していることが判明。そして、二人にも“髪の長い女”の恐怖が迫りつつあった。

## キャスト
- ジョウ・シャオノア（周小諾) - スン・イハン（孫伊涵）（吹替版声優：Lynn）
- マー・ミン（馬鳴） - フー・モンボー（傳孟柏）（吹替版声優：細谷佳正）
- ジャン・チォン（蒋穹） - チャン・チン（張晶）（吹替版声優：清水優譲）
- スー・シャオジン（蘇曉静） - ワン・マンティ（王嫚笛）（吹替版声優：和優希）
- タン・ジン（唐静） - ニー・ムーシー（倪慕斯）（吹替版声優：喜多村英梨）
- ショウ・ナ（邵娜） - チャン・ユンイン（張雲亭）（吹替版声優：櫻庭由加里）
- ダイ・ユンツォン（戴雲聰） - ハン・チウチ（韓秋池）（吹替版声優：石黒史剛）
- シア・ウェイイー（夏唯一） - ワン・ツーイー（王紫依）（吹替版声優：中村美怜）
- トン教授（佟教授） - ジョウ・ハオトン（周浩東）（吹替版声優：三上哲）
- リー隊長（李隊長） - シャオ・ハン（韓朴俊）（吹替版声優：山中誠也）

## スタッフ
- 監督：鶴田法男
- 脚本：ヤン・ヤン
- 原作：マ・ボヨン「她死在QQ上」
- 撮影：神田創
- 編集：須永弘志
- 美術：リー・チア
- 音響効果：大河原将
- 照明：丸山和志
- 音楽：小畑貴裕
- 製作総指揮：シェン・ユビン　ポン・ヤンファン　ワン・シン　チェン・チュンイン
- 製作：チェン・インイン　ワン・シャオシャン　チェン・チアン　ルオ・ユアン

## エピソード
- 中国では「幽霊の存在を肯定して描いてはいけない」「事件が起きた時には警察が解決する」などの厳しい規制が存在し、制約の中で工夫をこらしたホラー映画となっている。[2]